# Деліблатські піски
Деліблатські піски (серб. Делиблатска пешчара, трансліт. Deliblatska peščara; угор. Delibláti-homokpuszta) є великою піщаною ділянкою, яка охоплює близько 300 км2 землі в провінції Воєводина, Сербія. Вони розташовані в південному Банаті, між річкою Дунай і південно-західними схилами Карпатських гір. Піски названі на честь села Деліблато в муніципалітеті Ковін. Його основні масиви — височини еліптичної форми зі степовими луками та степовими лісами.
Деліблатські піски — це найбільша піщана місцевість у Європі, яка колись була частиною величезної доісторичної пустелі, що виникла внаслідок відходу Паннонського моря. Вони є домівкою для багатьох ендемічних видів рослин і тварин, які є рідкісними або перебувають під загрозою зникнення в Європі та у всьому світі. Завдяки лісу та околицям його оголосили спеціальним природним заповідником. На загальнодержавному рівні він є природним об'єктом особливого значення, який підпадає під категорію охорони І.
Її називають «європейською Сахарою» або «найдавнішою пустелею Старого континенту».

## Географія
Деліблато — це простори еолових процесів із значним дюноподібним рельєфом, складеним потужними піщаними відкладами. Це унікальна особливість у цій частині світу як найбільший зразок справжнього піщаного рельєфу. Дюни від  70 до 200 м заввишки. На південний схід від пісків розташоване озеро Кралевац, одна з водойм, утворених на околицях регіону, щоб зупинити рух піску. На поверхні озера розташовані плавучі торф'яні острівці, на яких гніздяться численні водоплавні птахи.

### Лабудова Окно
Південна частина пісків, що досягає Дунаю, відома як Лабудове Окно. У 2006 році його оголосили Рамсарським водно-болотним угіддям. Ділянка займає площу близько 40 км2 і включає болота, ставки, меандри, річкові острови Жилово, Чибуклія та Завойська Ада, меандри річки Караш і затоплене гирло Нери в Дунай. Це одне з найважливіших місць проживання мігруючих птахів у Сербії.

## Дика природа
Деліблатські піски багаті на різноманітність рослин, тут росте 900 різних видів рослин, багато з яких за міжнародними стандартами вважаються рідкісними або ендеміками Паннонського басейну. Регіони з подібним рельєфом по всій Європі були культивовані, заліснені або іншим чином змінені, тоді як Деліблатські піски здебільшого залишилися недоторканими. Деякі перебувають під загрозою зникнення. Ендемічні види флори включають банатську півонію, степову півонію, полин Панчича, очерет і мигдаль степовий. У цій місцевості ростуть двадцять різних видів орхідей. Породи дерев, які використовуються для знерухомлення рухомого піску, становлять акацію, чорну сосну, сосну звичайну та різні листяні породи.
Усього в пісках мешкає 200 видів тварин. До рідкісних представників фауни відносяться пустельна мураха, мурашиний лев, сліпиш, тхір степовий. Основним джерелом їжі для деяких хижих птахів, яким загрожує зникнення, таких як балабан, могильник східний і підорлик малий, є ховрахи, які живуть на великих відкритих трав'яних полях; отже, такі території необхідні для їхнього виживання. Інші відомі тварини: вовк, олень, косуля і кабан.

## Історія людства
У місцевості Жидовар виявлено залишки бронзової доби. Інші місцевості (Джуриця, Гребенац, Великий Град, Мали Град) містять залишки житла з 13 століття до нашої ери до 1500-х і 1600-х років. Римський період представлений ровом поблизу Ковіна (Rimski šanac).
У 1789 році австрійська влада, яка на той час контролювала цю територію, направила лісового інженера Франца Бахофена з Тімішоари, щоб провести вимірювання пісків і підготувати звіт про те, як «приборкати» пісок. Тоді сильні вітри та бурі несли пісок із Деліблата аж до Відня та Пешта. Згідно з поширеним міфом, австрійська імператриця Марія-Терезія наказала закріпити Деліблато після того, як вітер приніс їй у тарілку піску, коли вона їла суп. Після десяти років роботи Бахофен повідомив, що піски займають площу 406,60 км2, із яких 168 км2 укриті пухким вільним піском. Щоб знерухомити пісок, Бахофер склав план лісорозведення, схвалений 1818 року. Відтоді майже 300 км2 пісків покрили лісом, але також 250 км2 водночас згоріло у трьох катастрофічних пожежах, спричинених людською недбалістю.
Під час Другої світової війни югославські партизани використовували пісок як схованку. Вони будували базові табори та бліндажі, де переховувалися після антинімецьких виступів. Із численних тимчасових схованок сьогодні збереглася лише одна. Це був імпровізований шпиталь у місцевості Чардак. Тут також є пам'ятник євреям, які були вивезені з Белграда та страчені в пісках німцями під час окупації.
Після війни в пісках проводилися численні трудові акції молоді. До кінця 1980-х організовані та планові роботи включали іммобілізацію піску, улаштування протипожежних доріжок та асфальтування доріг, тоді як для учасників акцій збудували селище «Чардак». У майбутньому його передбачали як туристично-спортивний комплекс, але з часом його занедбали і з 1990-х років стали поселенням для біженців югославських війн. Зелені насадження в регіоні були майже повністю знищені нищівною пожежею 1996 року.
«Чардак» тоді пристосували під навчально-оздоровчий центр. У березні 2020 року адміністрація провінції вирішила використовувати його як табір для близькосхідних мігрантів, яких на той час налічувалося 8500 осіб, розкиданих у 17 таборах по всій Сербії. Тут мали бути розміщені лише воєводинці (кілька сотень). На акцію протесту вийшли сотні місцевих жителів, до яких приєдналися представники місцевої адміністрації. І хоч це рішення було лише тимчасовим (максимум 2 місяці), провінція скасувала його через тиждень, натомість оголосивши карантин через COVID-19.
Усього в пісках близько 800 садиб, будиночків або номерів у екскурсійних комплексах. Це — селище вихідного дня з 20 бунгало, побудоване колишньою Глас Індастрі Панчево, яке нині залишено напризволяще. Хронічна проблема пісків — нестача питної води.

## Характеристики
Екстенсивне вирощування виноградної лози поширилося, коли піски були частиною Банатського військового кордону до 1873 року. Говорили, що в той час «без виноградної лози не було хати». Існували також великі плантації виноградників, такі як Палфі та Зауервальд у Кайтасово, Емануеловац у Дубовац, Векерле у Володимировац, виноградники Мраморака та виноградник у Шушарі. Домінуючим був червоний виноград (сорти Отелло, Тролінгер, Сазодош і Волово Око), але також культивувалися білий виноград (Білий Отелло, Козьє Сісе) і рожевий виноград (Дінка). Оскільки вирощування виноградної лози на піщаному ґрунті — важка робота, багато хто вчасно припиняє вирощування, залишаючи величезні порожні піщані площі.
У північно-західному куті пісків розташована місцевість Девояцький бунар. Це популярне екскурсійне місце, яке також включає єдину дерев'яну церкву у Воєводині, присвячену Маргариті Богородиці, сербською як Вогненна Марія, і старий долап. Долап — різновид старовинної криниці, що приводиться в рух тваринами, переважно кіньми чи волами. Вода у криниці в Девояцькому бунарі розташована на глибині 163 м.
Щорічно організовується мистецька колонія «Деліблацька піщара». Упродовж десятиліть, до 2019 року, 432 художники брали участь у майстернях, створюючи тисячі робіт, із яких 1288 були передані місту Панчево. Заснована в 1969 році колонія розташована в Девояцькому Бунарі.

## У масовій культурі
Піски використовувалися як місце для зйомок багатьох міжнародних і сербських фільмів: «Чингісхан» (1965), «Я навіть зустрів щасливих циган» (1967), «У моєму селі йде дощ» (1968), «Хто там співає?» (1980), «Невловиме літо 68-го» (1984), «Битва за Косово»» (1989), «Білий костюм» (1999), «Святий Георгій стріляє в дракона» (2009) та близько 10 інших фільмів і копродукції.

## Галерея
| - Канал Дунай — Тиса — Дунай біля Деліблатських пісків |